# Elisa Desco

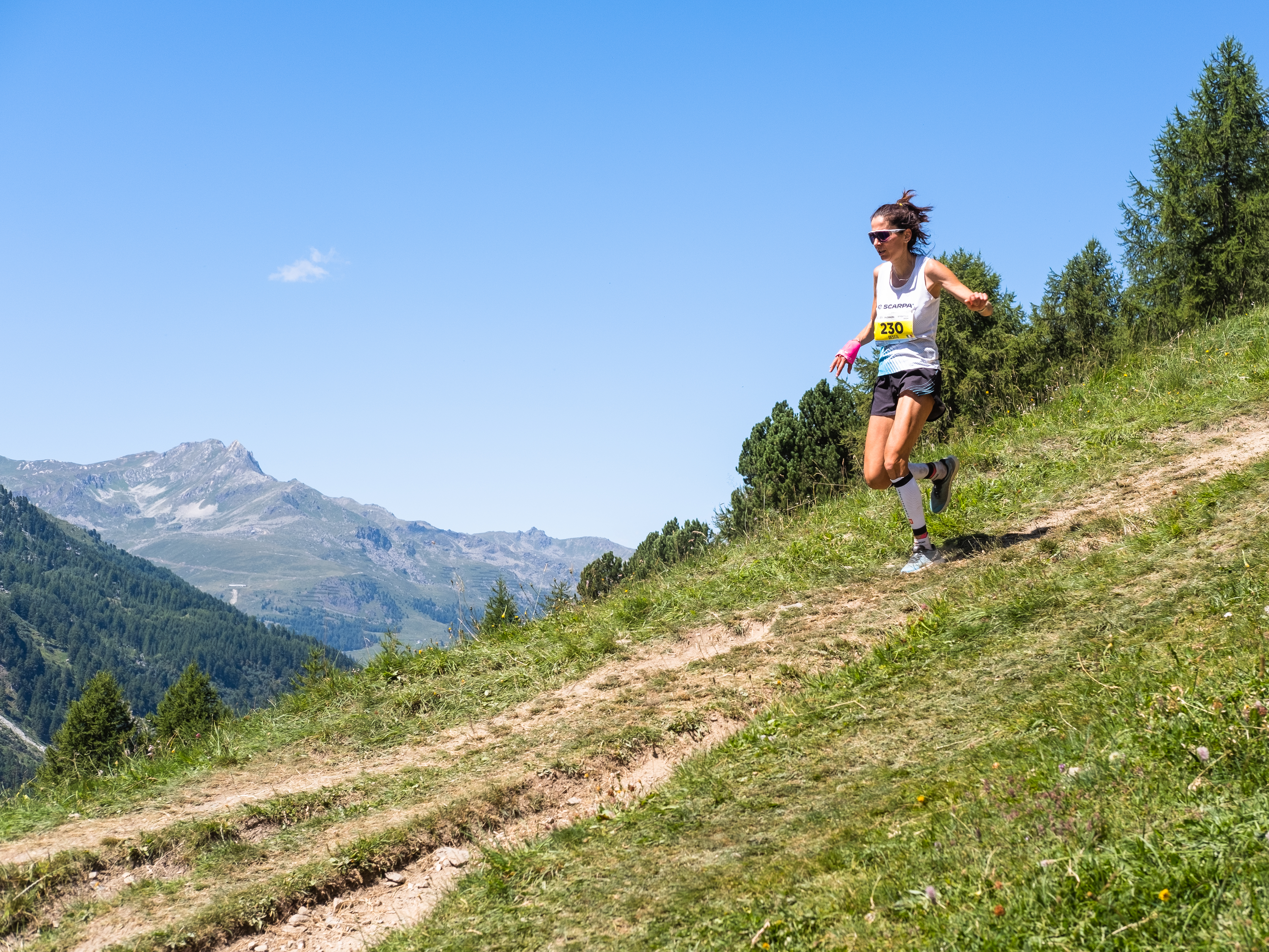
Elisa Desco (2024)

Elisa Desco (* 30. Mai 1982) ist eine italienische Langstrecken- und Bergläuferin.
Bei den Berglauf-Weltmeisterschaften 2007 in Ovronnaz wurde sie Vierte und gewann mit der italienischen Mannschaft Bronze. 2008 wurde sie Vierte beim Turin-Marathon, siegte bei den Berglauf-Europameisterschaften in Zell am Harmersbach, gewann bei den Berglauf-Weltmeisterschaften in Sierre/Crans-Montana Bronze sowohl in der Einzel- wie auch in der Mannschaftswertung und siegte beim Mezza-Halbmarathon.
2009 erreichte sie bei den Berglauf-Weltmeisterschaften in Madesimo/Campodolcino als Erste das Ziel, wurde aber bei der anschließenden Dopingkontrolle positiv auf das Erythropoetin-Derivat CERA getestet. Nach einem anderthalbjährigen Verfahren wurde sie wegen dieses Dopingvergehens disqualifiziert und vom italienischen Anti-Doping-Tribunal bis zum 28. August 2012 gesperrt.

## Persönliche Bestzeiten
- Halbmarathon: 1:12:43 h, 21. September 2008, Monza
- Marathon: 2:36:54 h, 13. April 2006, Turin